# 판싯 소탕혼
판싯 소탕혼(필리핀어: pansit sotanghon)은 필리핀의 국수 요리이다. 녹두당면으로 만든 판싯의 일종으로, 쌀국수로 만든 판싯 비혼과 생김새와 맛, 조리법이 비슷하다. 판싯 소탕혼 기사도(필리핀어: pansit sotanghon gisado)나 소탕혼 기사도(필리핀어: sotanghon gisado)로도 부른다.

## 이름
타갈로그어 "판싯 소탕혼 기사도(pansit sotanghon gisado)"는 "볶음당면"이라는 뜻이다. "판싯(pansit)"은 "국수"를 뜻하는 명사이며, "소탕혼(sotanghon)"은 "산둥 국수"라는 뜻의 민난어 "수앙땅훈(soaⁿ-tang-hún, 山東粉)"에서 빌려온 말로, "당면"을 뜻한다. 필리핀에서 "판싯 소탕혼"은 보통 얇은 녹두당면을 일컫는다. "기사도(gisado)"는 "볶은"이라는 뜻의 형용사로, 어원은 "스튜한"이라는 뜻의 스페인어 형용사 "기사도(guisado)"이다.

## 만들기
녹두당면은 물에 불려 둔다. 기름을 두르고 마늘, 양파 등 향신채를 볶다가, 돼지고기 등 고기 및 양배추, 당근 등의 채소를 함께 볶는다. 고기 대신 새우나 중국 소시지 등을 쓰기도 하며, 피망 등을 넣어 만들기도 한다. 간장, 굴소스, 어장 등으로 간하며, 파프리카가루나 안나토로 붉은 색을 내는 경우도 있다. 마지막에 파와 잎셀러리를 넣는다. 재료가 잘 볶아지면 육수를 부어 익히고, 육수가 졸아들면 불려둔 당면을 넣어 함께 익혀 낸다.

## 같이 보기
- 판싯 비혼
- 잡채